# Мадам де…
«Мадам де…» (фр. Madame de…) — художественный фильм, поставленный режиссёром Максом Офюльсом в 1953 году, по одноимённому роману Луизы де Вильморен 1951 года.

## Сюжет
Цитата из пролога к фильму:
«Мадам де … была женщиной элегантной и блестящей, вхожей во все дома, казалось ей уготована безоблачная жизнь. Вероятно ничего бы не случилось, не будь этих драгоценностей.»
Действие происходит в Париже в 1933 году. Графиня Луиза де… наделала долгов и ей срочно понадобились наличные деньги. Она решила продать семейному ювелиру Реми серьги, подарок мужа.
Реми не хотел покупать серьги, но был вынужден уступить настойчивым просьбам графини. Вернувшись домой она сказала мужу, что вероятно обронила их в театре, хотя не исключает, что серьги могли украсть. После опроса прислуги, поиска в ложе и карете, генерал не знал что и подумать. В газеты эта история попала назавтра. В заметке было написано, что серьги украдены. Перепуганный ювелир принёс их графу и тому пришлось выкупить серьги, упреждая скандал.
На это время пришлась дальняя поездка на Восток любовницы генерала и серьги были подарены ей на память. В Константинополе та заложила их в конторе местного игорного дома и проиграла вырученные деньги в рулетку. Серьги были выставлены на продажу и их приобрёл итальянский дипломат барон Фабрицио Донати, перед самым своим отъездом в Париж.
Во Франции барон тесно сошёлся с графом и познакомился с его женой. Проводя вместе довольно много времени, Луиза и Фабрицио искренно полюбили друг друга. Генерал стал догадываться, что его жена уже не просто флиртует с Донати и настоял на её поездке в другой город. Придя с визитом в дом Луизы барон подарил ей купленные в Константинополе серьги. С удивлением графиня узнала золотые сердечки, проданные ей господину Реми.
Не в силах переносить долгую разлуку, влюблённые нашли возможность для мимолётных свиданий. Их связь становилась сильнее с каждой новой встречей. Вернувшись домой, Луиза подложила серьги в пару театральных перчаток и объявила мужу, что она нашла пропажу, бывшую всё время в её гардеробе. Теперь удивился генерал, но не подал вид, что знает их настоящую судьбу. Правильно сделав выводы, он догадался, что серьги привезены бароном из Константинополя. На одном из балов, он объясняется с Донати, возвращает его подарок и настойчиво просит продать серьги ювелиру Реми, чтобы иметь возможность их выкупить.
Купленные в третий раз драгоценности, несмотря на просьбу жены, отдать их ей, граф подарил своей племяннице. Но та, помогая своему мужу уйти от банкротства продала все свои украшения и серьги опять оказались у Реми. Он и пошёл с ними в надежде продать их уже в четвёртый раз, но
генерал не стал слушать не в меру назойливого коммерсанта и дал понять что больше не нуждается в его услугах.
Узнав о судьбе украшений, Луиза с самого утра отправилась в контору ювелира, убедив продать их ей, взамен предлагая меха и алмазный крестик. После очередной сделки, серьги, уже как память о Донати, оказались у прежней хозяйки. Но это переполнило чашу терпения обеспокоенного развитием событий генерала. Он убедил себя, что виноват в случившемся барон и нашёл повод для ссоры, вынуждая барона согласиться на дуэль. Зная, что её муж великолепный стрелок, Луиза молит Деву Марию о защите любимого, а сама спешит на место поединка. Приблизившаяся к дуэлянтам женщина слышит только один выстрел и, не дождавшись второго, теряет сознание.
На видном месте, в одной из церквей, можно увидеть за стеклом красивые серьги, выполненные в виде двух золотых сердец. Любопытный посетитель может узнать из сопроводительной таблички, что это дар графини де …

## В ролях
- Шарль Буайе — генерал Андре де…
- Даниэль Дарьё — графиня Луиза де…
- Витторио Де Сика — барон Фабрицио Донати
- Жан Дебюкур — Реми, ювелир
- Жан Галлан — господин де Бернак
- Мирей Перри — Нуррис
- Лия Ди Лео — Лола

## Награды
- 1955 — номинация на премию «Оскар» за лучший дизайн костюмов (Юрий Анненков и Розин Деламар)